# Кузьміна Клавдія Олексіївна
Клавдія Олексіївна Кузьміна (1923, Тбілісі — 01.07.2008) — радянський та російський медик. Доктор медичних наук, професор (1971), у 1972—1989 рр. завідувач кафедри загальної біології Саратовського медінституту (нині Саратовський державний медичний університет).
Закінчила з відзнакою лікувальний факультет Саратовського медичного інституту, де навчалася у 1943—1948 рр., потім на кафедрі фармакології того ж інституту три роки в аспірантурі. У 1952 році захистила кандидатську дисертацію, а у 1970 — докторську. Працювала в альма-матер, з 1970 — професор. З 1960 по 1974 рік за сумісництвом помічник декана лікувального факультету. З 1974 по 1990 рік член спеціалізованих вчених рад.
Нагороджена орденом «Знак пошани» та медаллю «За доблесну працю».

## Праці
- Кузьмина, К. А. Лечение пчелиным медом и ядом / К. А. Кузьмина. — К.: «Знание» Украины, 1992. — 96 с. Розповідається про методи лікування медом і продуктами бджільництва. Представлені засоби визначення справжності меду, його застосування в косметології, протипоказання до вживання меду. Даються поради, як лікуватись бджолиним ядом, пергою, маточним молочком, воском і прополісом.